# Primer ministre del Senegal

Blasó de Senegal.

Aquesta és la llista dels primers ministres del Senegal de 1957 fins a l'actualitat.
| #  | Nom                     | Començament del mandat | Fi del mandat          | Partit                              |
| -- | ----------------------- | ---------------------- | ---------------------- | ----------------------------------- |
| 1  | Mamadou Dia             | 18 de maig de 1957     | 18 de desembre de 1962 | Partit Socialista de Senegal        |
| 2  | Abdou Diouf             | 26 de febrer de 1970   | 31 de desembre de 1980 | Partit Socialista de Senegal        |
| 3  | Habib Thiam             | 1 de gener de 1981     | 3 d'abril de 1983      | Partit Socialista de Senegal        |
| 4  | Moustapha Niasse        | 3 d'abril de 1983      | 29 d'abril de 1983     | Partit Socialista de Senegal        |
| 5  | Habib Thiam             | 29 d'abril de 1991     | 3 de juliol de 1998    | Partit Socialista de Senegal        |
| 6  | Mamadou Lamine Loum     | 3 de juliol de 1998    | 5 d'abril de 2000      | Partit Socialista de Senegal        |
| 7  | Moustapha Niasse        | 3 d'abril de 2000      | 3 de març de 2001      | Alliance des forces de progrès      |
| 8  | Mame Madior Boye        | 3 de març de 2001      | 4 de novembre de 2002  | sense partit                        |
| 9  | Idrissa Seck            | 4 de novembre de 2002  | 21 d'abril de 2004     | Parti démocratique sénégalais - PDS |
| 10 | Macky Sall              | 21 d'abril de 2004     | 19 de juny de 2007     | Parti démocratique sénégalais - PDS |
| 11 | Cheikh Hadjibou Soumaré | 19 de juny de 2007     | 30 d'abril de 2009     | sense partit                        |
| 12 | Souleymane Ndéné Ndiaye | 30 d'abril de 2009     | 3 d'abril de 2012      | Parti démocratique sénégalais - PDS |
| 13 | Abdoul Mbaye            | 3 d'abril de 2012      | 1 de setembre de 2013  | sense partit                        |
| 14 | Aminata Touré           | 1 de setembre de 2013  | 8 de juliol 2014       | Alliance pour la république - APR   |
| 15 | Mahammed Dionne         | 8 de juliol de 2014    | 14 de maig 2019        | sense partit                        |
| 16 | Amadou Ba               | 17 de setembre de 2022 | actualitat             | sense partit                        |